# الأسيوطية (عمل)
الأعمال الأسيوطية أو الأعمال السيوطية هو تقسيم جُغرافي مصري استُحدث في عصر الدولة الفاطمية على أجزاء من أراضي كورة بويط وشطب وسيوط وقهقوه القديمة وهي من كور الوجه القبلي، وكانت قاعدتها مدينة أسيوط، وظل العمل قائمًا بهذه الأعمال حتى بداية العصر العثماني في مصر.

## نواحي الأعمال الأسيوطية

### نواحي لا زالت موجودة إلى اليوم
| المحافظة | المركز    | القرى                                                 |
| -------- | --------- | ----------------------------------------------------- |
| أسيوط    | أبنوب     | الخصوص · طهنهور · شقلقيل                              |
| أسيوط    | أبو تيج   | بو تيج · كنيسة طاهر · بقور · طوخ بكريمه               |
| أسيوط    | أسيوط     | أسيوط · ريفه · شطب · القطيعة · أدرنكه · قلقارس · موشه |
| أسيوط    | الغنايم   | دير بو مقروفة                                         |
| أسيوط    | ساحل سليم | أبويط · جزاير أبويط                                   |
| أسيوط    | صدفا      | سدفه                                                  |
| سوهاج    | سوهاج     | العراب                                                |
| سوهاج    | طما       | طما · مشطا                                            |
| سوهاج    | طهطا      | طهطا · الشطورات · بخواي                               |

### نواحي اندثرت مُحدّدة الموقع
| القرية   | ملاحظات                                                                                   |
| -------- | ----------------------------------------------------------------------------------------- |
| البتينة  | ذكرها ابن مماتي وابن الجيعان في الأعمال الأسيوطية، وأرضها اليوم تابعة لناحية بويط.        |
| الجعفري  | ذكرها ابن الجيعان في الأعمال الأسيوطية، وأرضها اليوم تابعة لناحية بلصفورة.                |
| القطاطية | ذكرها ابن الجيعان في الأعمال الأسيوطية، ومحلها اليوم «حوض قطيطة» التابع لناحية منقباد.    |
| ببشاي    | ذكرها ابن الجيعان في الأعمال الأسيوطية، ورجّح محمد رمزي أنها كانت محل ناحية النخيلة اليوم. |

### نواحي اندثرت مجهولة الموقع
- القرى[5]
- المثنى[20]
- المعيني[5]
- بشناي[8]
- ساحل الحطب[16]
- سنقلدوس[16]